# Замишево
Замишево — село в Новозыбковском городском округе Брянской области.

## География
Находится в западной части Брянской области на расстоянии приблизительно 4 км на восток-северо-восток по прямой от железнодорожного вокзала районного центра города Новозыбков. У южной окраины села железнодорожная платформа 202 км.

## История
Известно с XVII века. В 1859 году учтено было 149 дворов, в 1897—245. С XVIII века действовала Покровская церковь (сначала деревянная, не сохранилась). До 2019 года было административным центром Замишевское сельское поселение Новозыбковского района до их упразднения.

## Население
Численность населения: 919 человек (1859 год), 1395 (1892), 1293 человек в 2002 году (русские 96 %), 1316 в 2010.